# Sebastian Duterte
Sebastian "Baste" Zimmerman Duterte (ur. 3 listopada 1987 w Davao) – filipiński polityk.

## Życiorys
Urodził się w Davao, jako trzecie dziecko Rodriga Duterte oraz Elizabeth Zimmerman. Od strony ojca pochodzi z rodziny o pewnych tradycjach politycznych. Kształcił się początkowo na stołecznym San Beda University. Później wszakże podjął studia z zakresu nauk politycznych na Ateneo de Davao University w rodzinnym mieście. W życie polityczne zaangażował się bardzo wcześnie, w zdominowanym przez swego ojca mieście rodzinnym. W 2019 objął stanowisko wiceburmistrza Davao, jako zastępca swojej siostry. Zastąpił ją na tym stanowisku trzy lata później, obejmując urząd w czerwcu 2022. Powrócił na stanowisko wiceburmistrza w 2025. Z uwagi wszakże na to, że jego wybrany na szefa administracji miejskiej ojciec przebywa w Hadze w związku z toczącym się procesem przed Międzynarodowym Trybunałem Karnym, Sebastian przejął tymczasowo wykonywanie obowiązków burmistrza.
Wystąpił w programie rozrywkowym Lakbai nadawanym na antenie filipińskiej telewizji TV 5. Skupiał się on na podróżach. Nazwa liczącej osiem odcinków serii była grą słów, zarówno w języku cebuańskim jak i w języku tagalskim. Pochodziła odpowiednio od cebuańskiego wyrażenia lakaw ta, bai, oznaczającego chodźmy, przyjacielu oraz od tagalskiego czasownika lakbay oznaczającego podróżować. Wpisywało się to zresztą dość łatwo w publiczny wizerunek Duterte, który – przynajmniej przed wejściem do życia politycznego – znany był przede wszystkim z zamiłowania do surfingu oraz znaczącej obecności w mediach społecznościowych.